# 屯子圍

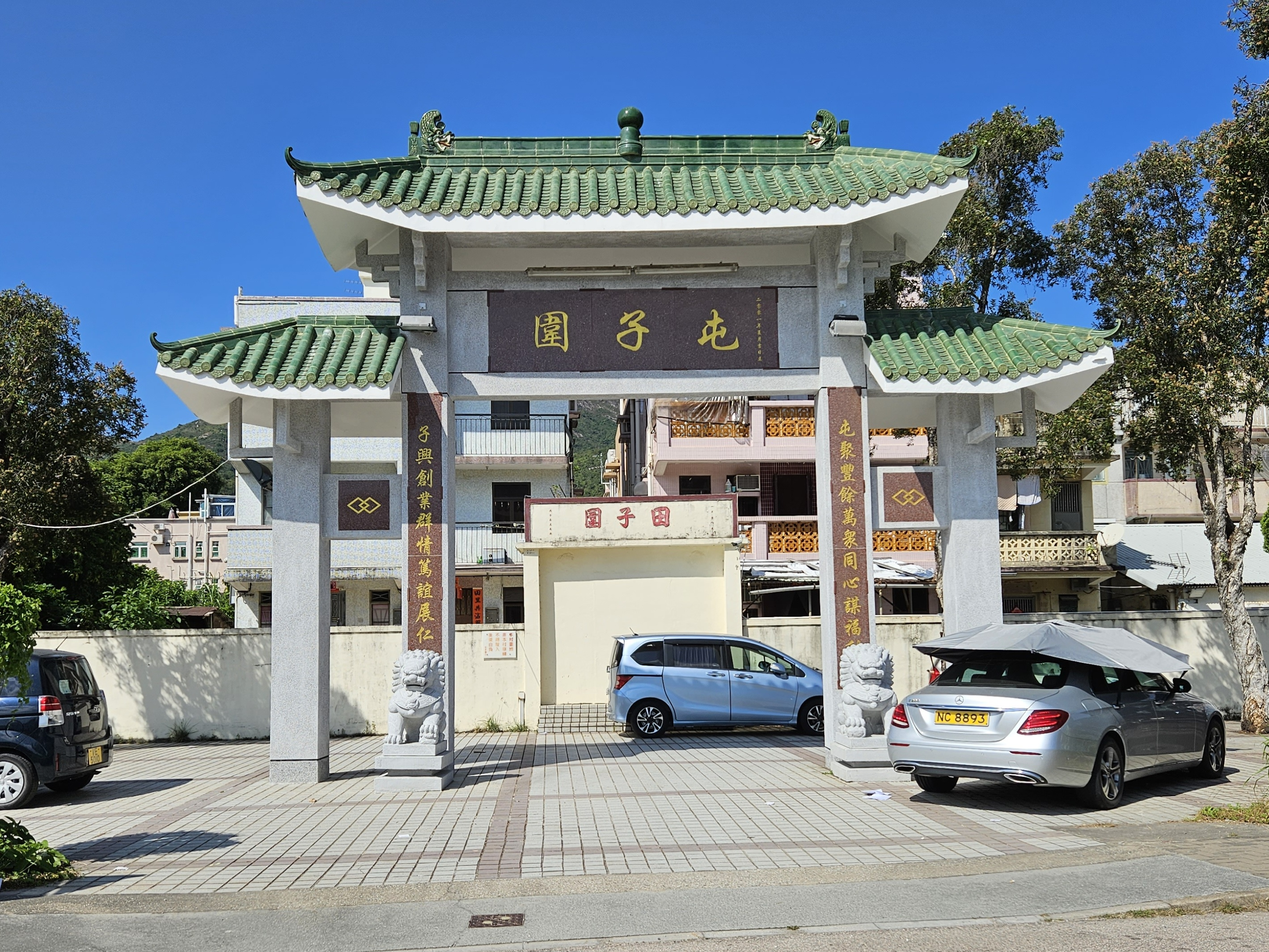
屯子圍牌坊與前圍門。永久封閉的前圍門上寫有該村舊稱「田子圍」

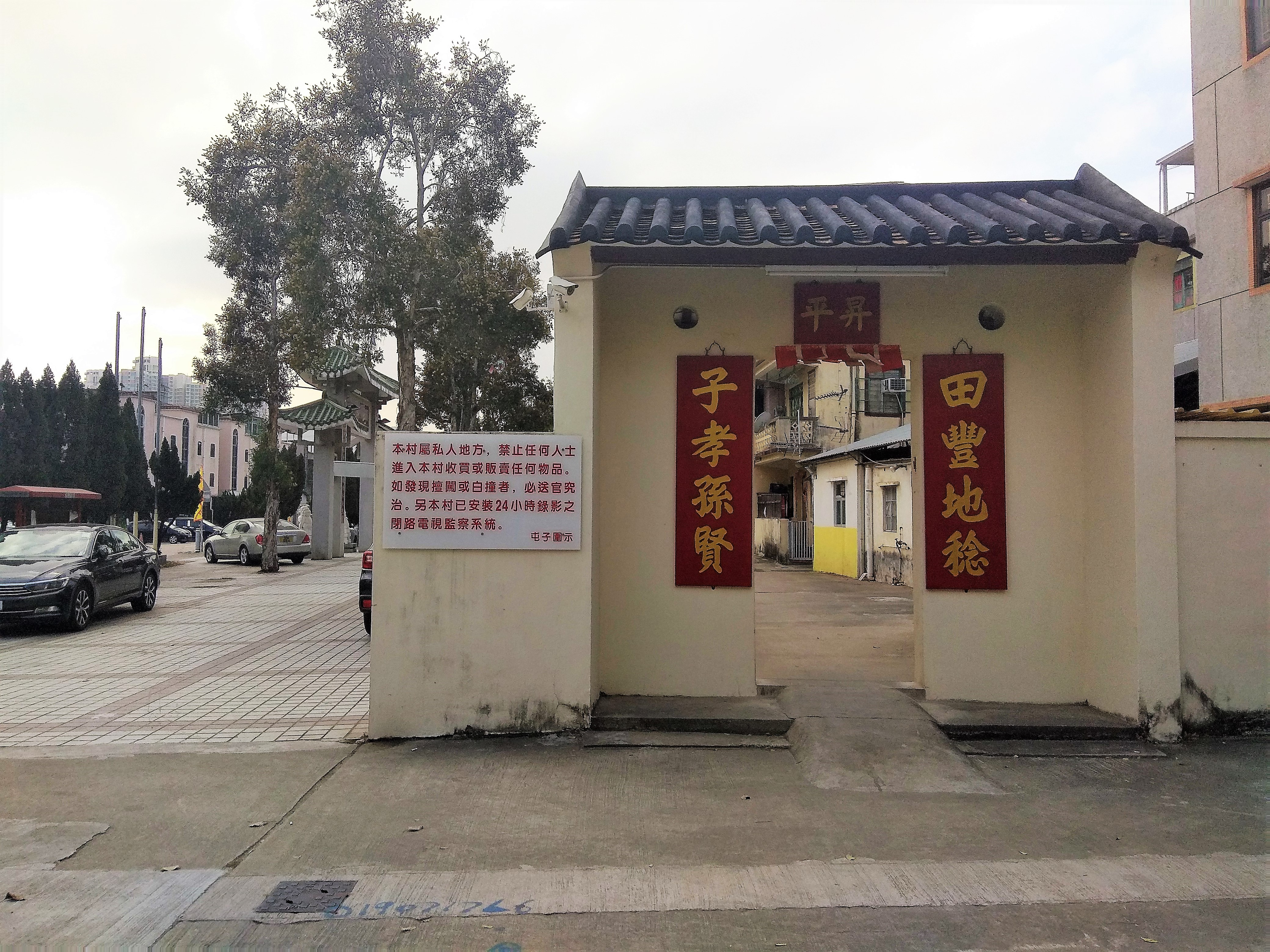
新圍門。五柳路及屯子圍分別位於該門左方及右方。

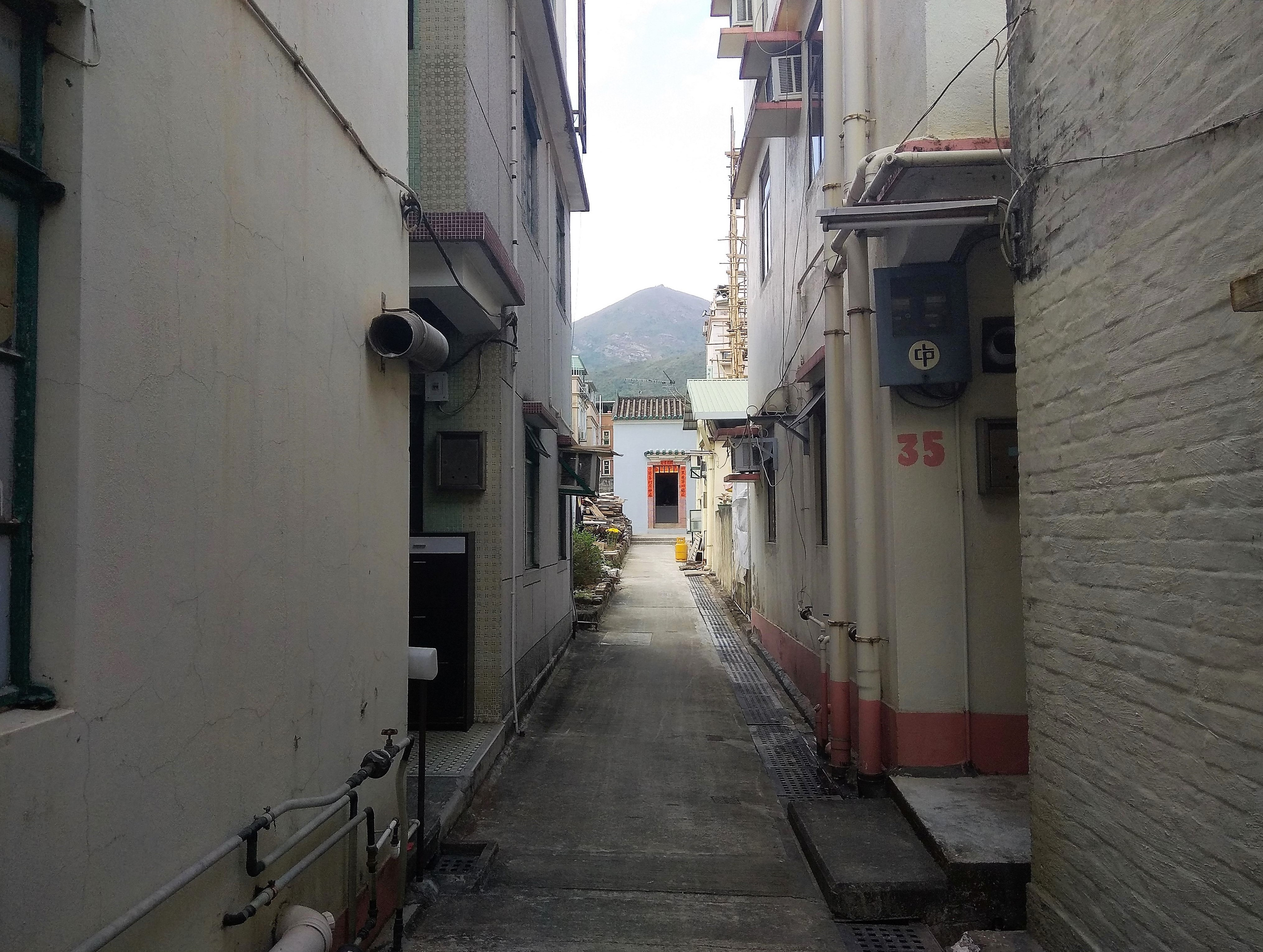
屯子圍的中軸線，村內神壇在其末端。背後的山峰為圓頭山。

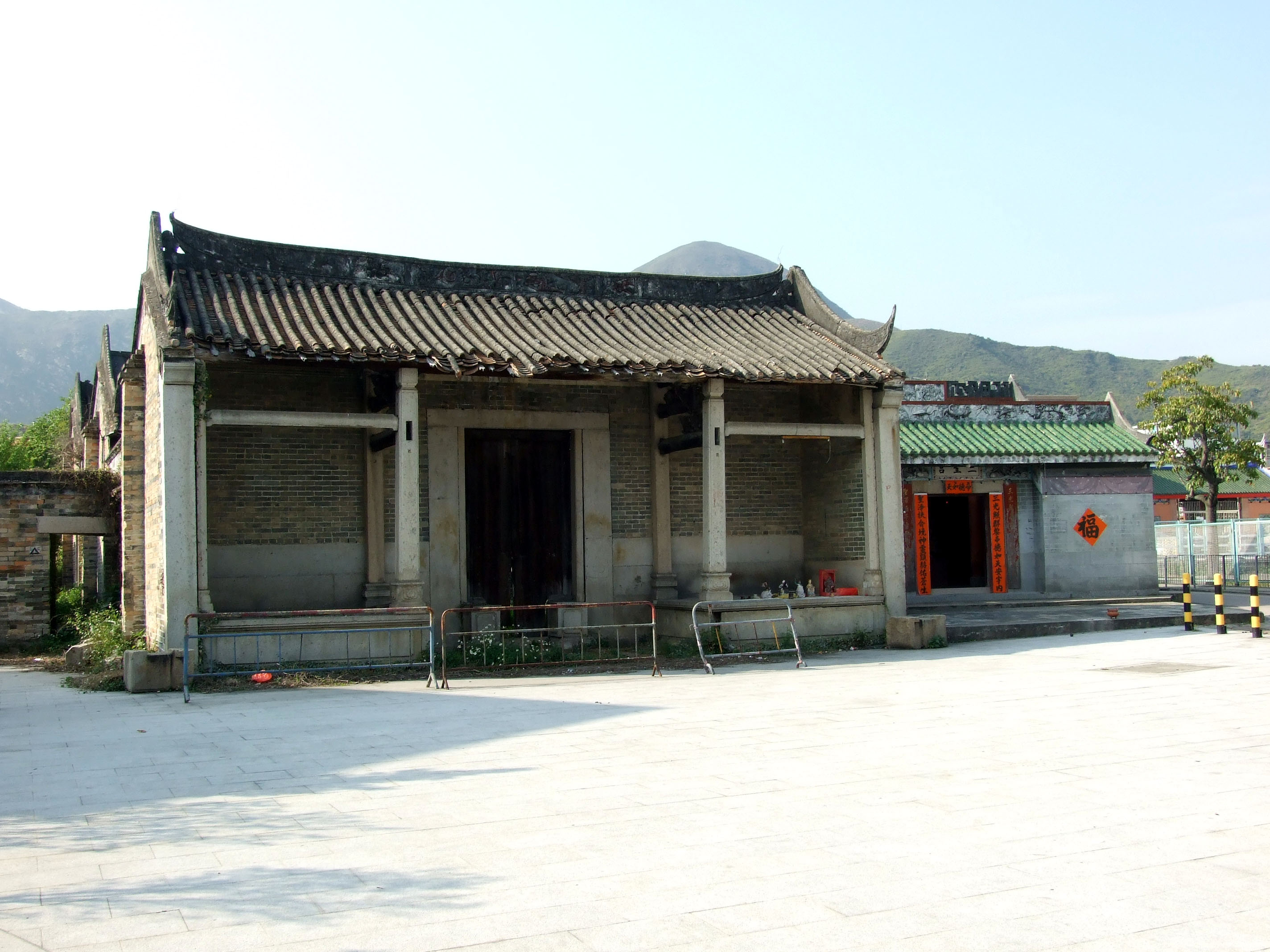
村內最舊的陶氏宗祠（左）與三聖宮（右）

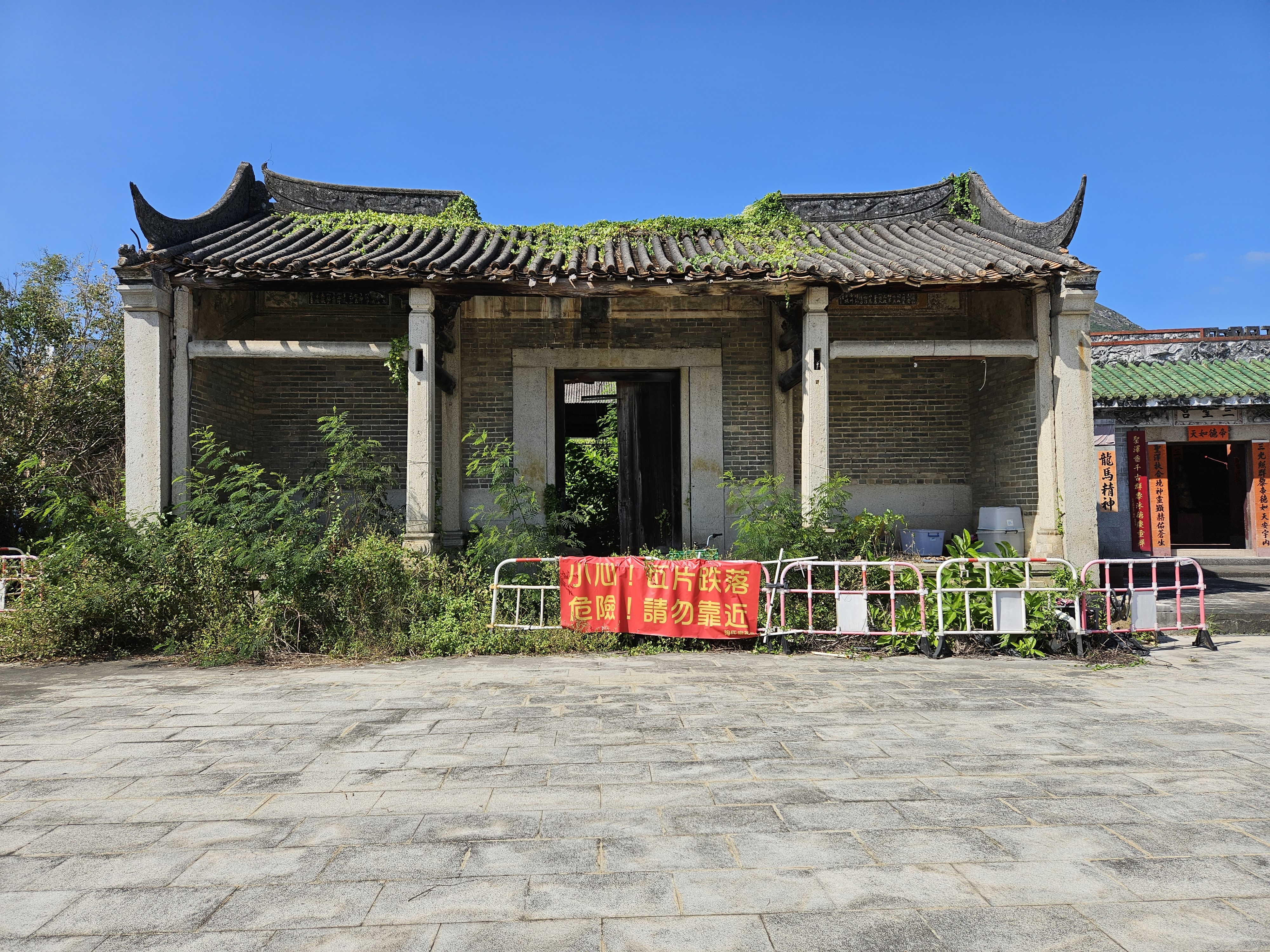
2023年的陶氏宗祠

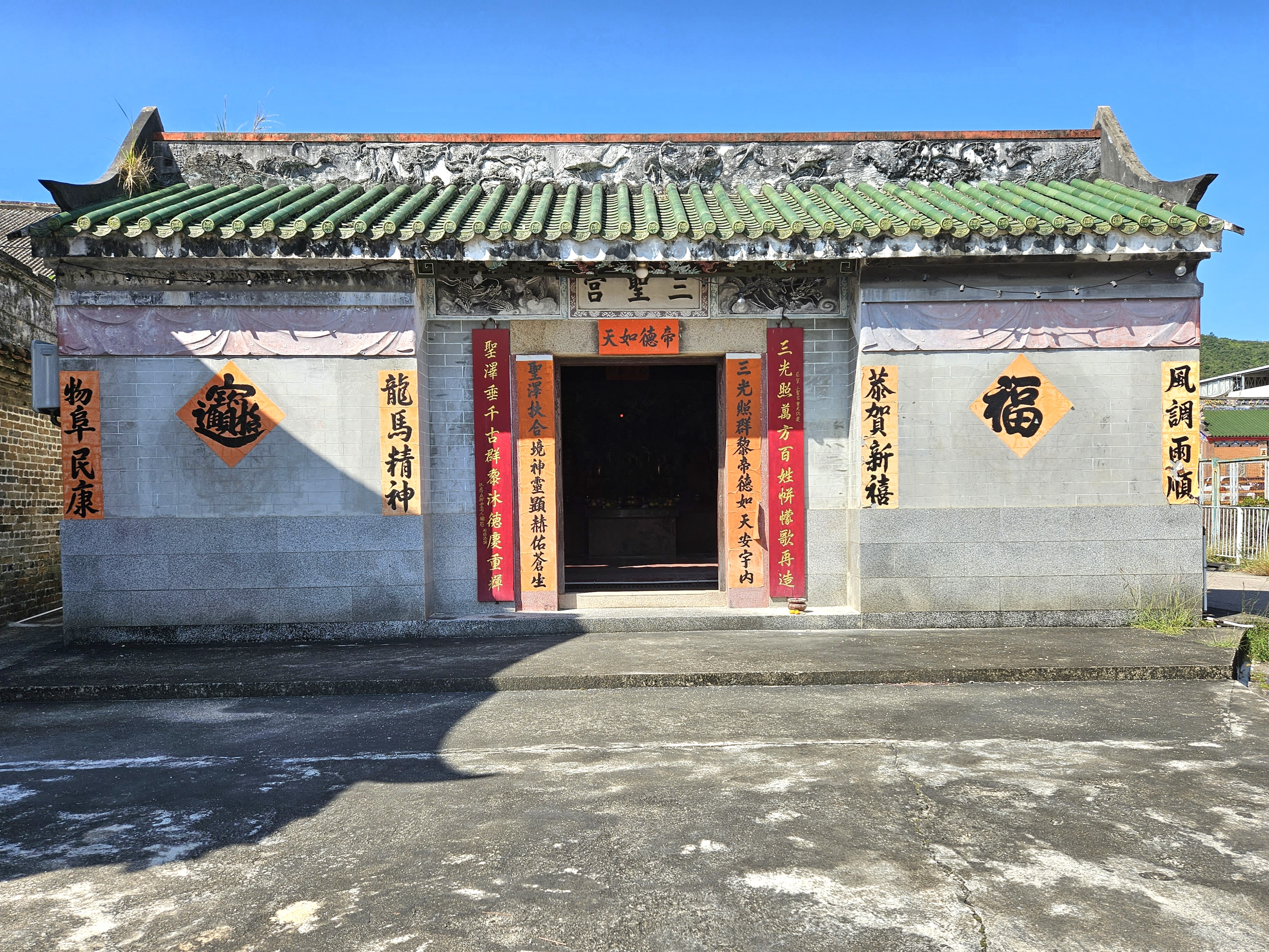
三聖宮

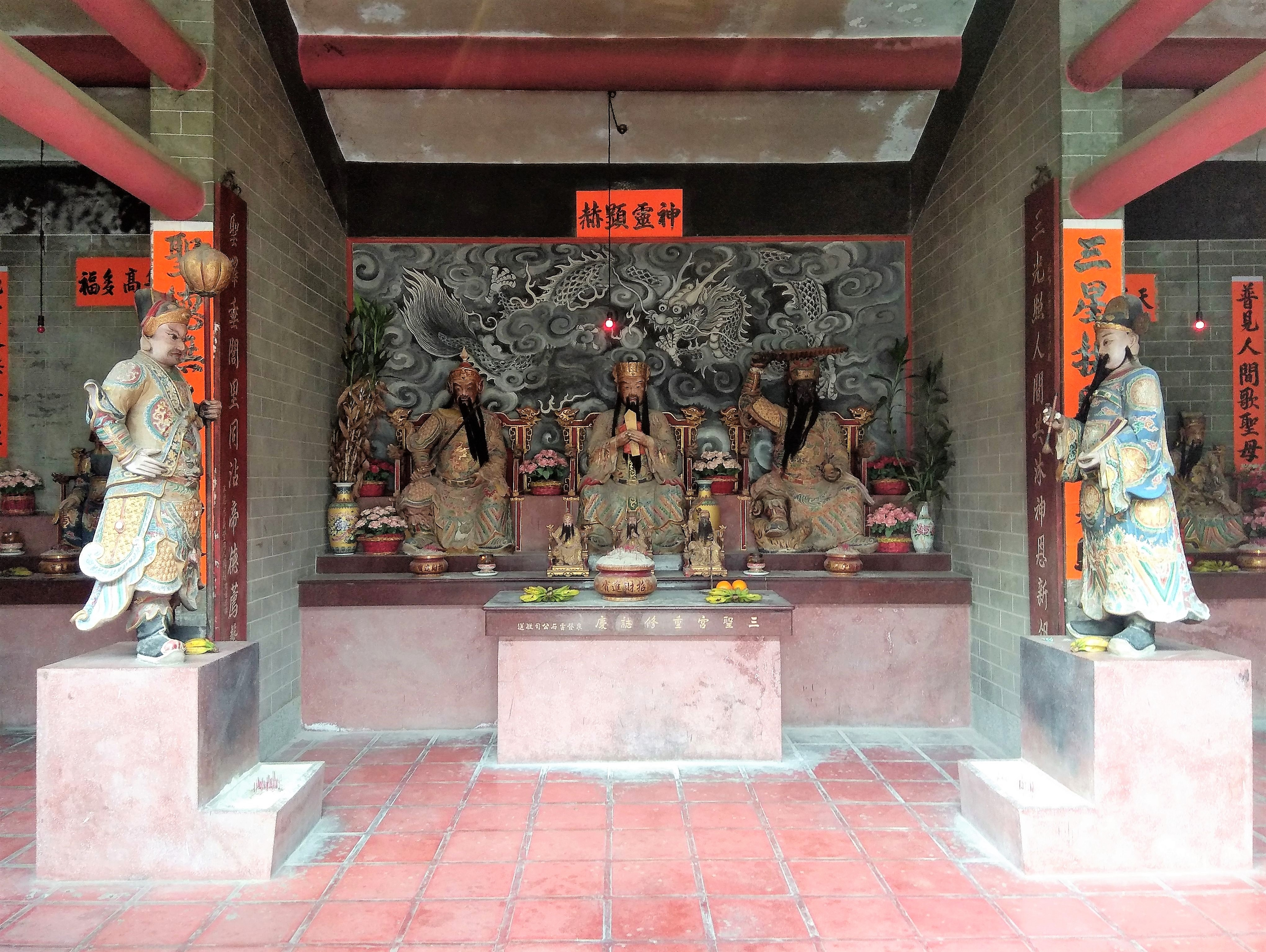
三聖宮主祭壇，包含侯王（左）、洪聖（中）及奉玄壇虎元帥（右）之神像。前方兩旁的神像分別為武判官（左）及文判官（右）。

22°25′18″N 113°58′53″E / 22.421740°N 113.981272°E
屯子圍（英語：Tuen Tsz Wai，舊稱「田子圍」）是香港一條位於屯門區北部藍地的鄉村。該村部份地方為傳統圍頭圍村。

## 行政劃分
屯子圍是屯門鄉事委員會中36個鄉村代表之一。在香港區議會選舉劃分上，該村被劃為屯門鄉郊選區。

## 歷史
屯子圍由蕭姓宗族興建。後因蕭族遷至新慶村，陶氏族人便於該處定居。原籍江西鄱陽（或指廣西鬱林）的陶氏族人遷至牛潭尾，其後於屯門建立屯門村（該村於明朝期間建成）。隨著族群人數增長，陶氏族人在清朝期間於藍地一帶建立五條鄉村：泥圍、青磚圍、屯子圍、藍地村及屯門新村，皆為圍村，並分散到上述鄉村居住。

## 圍村
屯子圍的圍牆於1978年重建。原設於全村中軸的南端的圍門於該時被拆卸，並於東面前崗樓處重建；而原址則興建一個全新圍門，以作紀念之用，唯該門永久被封。圍門的遷置與妙法寺建成有關：寺廟正對村口被視為破壞該村的風水。該村的舊名「田子圍」仍刻於舊圍門上。在中軸北端亦設有一座神壇，於1983年重建。

## 陶氏宗祠
屯子圍內共有三座陶氏宗祠，全數皆位於村外。當中最舊的一座於1718年（康熙五十七年）建成，為一座「三進兩院」結構的建築，1971年因風水原因而遭廢棄。後來該址曾被用作生產藤及纖維的廠房至1998年，現已荒廢。該建築於2009年12月獲確認為一級歷史建築。
第二座宗祠名為定山祖祠，以紀念第六代祖先陶定山，於康熙帝在位期間興建。這座「三進兩院」式建築於1972年重建，現已荒廢。
第三座宗祠於1971年興建，用以取代因風水問題而遭廢棄的舊祠。這座兩進式建築蘊含不少裝飾，當中主進部份包含拜祭陶氏祖先的牌位。該祠亦稱作「五柳堂」，以紀念東晉（公元317-420年）及劉宋（公元420-479年）時代的中國詩人陶淵明（又稱「五柳先生」）。該祠鄰近的道路亦獲命名為五柳路。

## 三聖宮
村內的三聖宮是用以拜奉玄壇虎元帥、洪聖及侯王，由該處的陶氏族人興建，於雍正、乾隆二帝在位期間興建。該宮於1993年重建，過程中除維持原建築的外觀外，亦採用了混凝土及鋼筯等現代工程物料。

## 外部連結
- 居民代表選舉屯子圍（屯門）的劃定現有鄉村範圍（2019至2022年） （页面存档备份，存于）
- 古物古蹟辦事處「香港傳統中式建築資訊系統」：陶氏宗祠[]
- 屯子圍圖片： （页面存档备份，存于）、 （页面存档备份，存于）